# White River (Indiana)
La White River est une rivière au double cours irriguant le centre et le sud de l'Indiana, affluent de la Wabash River, donc un sous-affluent du fleuve le Mississippi, par l'Ohio. 

## Géographie
Elle fait 583 km de long.